# Receptor del sistema del complement
Un receptor del complement és un receptor unit a la membrana que pertany al sistema del complement, que forma part del sistema immunitari innat. Els receptors del complement s'uneixen a fragments de proteïna efectora que es produeixen en resposta a complexos antigen-anticòs o molècules associades al dany. L’activació del receptor del complement contribueix a la regulació de la inflamació, l'extravasació de leucòcits i la fagocitosi; també contribueix a la resposta immunitària adaptativa. Diferents receptors del complement poden participar en la via clàssica del complement, en la via alternativa del complement o en totes dues.